# Accidente de Antonov An-26 en Sudán en 2012
El accidente de Antonov An-26 en Sudán en 2012 fue un accidente ocurrido el 19 de agosto de 2012 de un avión que transportaba a una delegación del gobierno sudanés cerca de la población de Talodi (Sudán), matando a las 32 personas que viajaban a bordo. Entre los muertos se encontraban miembros del gobierno sudanés, diversos miembros de las fuerzas de seguridad, y un equipo de televisión.

## Aeronave
El avión era un turbohélice bimotor civil Antonov An-26-100, charteado para este vuelo por el gobierno sudanés y operado por la transportista aérea privada sudanesa Alfa Airlines (código ICAO AAJ), registro ST-ARL.
Fue producida por la planta de aeronaves Ucraniana Aviant en la antigua Unión Soviética como Antonov An-26 y estaba en servicio desde el 16 de abril de 1974, es decir, durante 38 años. Hasta julio de 1998 estuvo en servicio operando rutas regionales en la Unión Soviética y Rusia y posteriormente fue vendida a una aerolínea armenia. Desde entonces estuvo en servicio con Trans Attico, Air Libya, Ababeel Aviation y otras compañías en África. Fue adquirida en Alfa Airlines en julio de 2009 y fue modificado de Antonov An-26 a Antonov An-26-100 en la Kiev Aircraft Repair Plant 410 (Ucraine) en 2010.
Se habían producido diversos accidentes mortales en Sudán en los últimos años. Todas las aerolíneas sudanesas, incluyendo Alfa Airlines, tienen prohibido por motivos de seguridad volar en el espacio aéreo europeo. Las autoridades sudanesas han denunciado la dificultad para obtener partes de recambio debido al bloqueo al que es sometido Jartum. Para Alfa Airlines, que fue fundada en 2009, este es el primer accidente de la historia de la aerolínea.
Algunos medios de comunicación informaron erróneamente en los primeros momentos de que el accidente era una colisión de helicóptero, no de avión.

## Pasajeros y tripulantes
El avión transportaba a una delegación del gobierno sudanés, desde la capital del país, Jartum, a la población de Talodi en Kordofan Sur, un estado en conflicto armado entre el ejército de Sudán y grupos rebeldes, para una celebración Eid al-Fitr, que marca el fin del mes santo de Ramadán.
La lista oficial de pasajeros y tripulantes, todos ellos muertos en el accidente, es la siguiente:
- Guía y Ministro Religioso Ghazi al-Sadiq Abdel Rahim.
- Director del partido judicial Makki Ali Balayil.
- Ministro del estado en el ministerio de Juventud y Deportes Mahjub Abdel Rahim Tutu.
- Ministro del estado en el ministerio de Turismo, Antigüedades y Vida Salvaje Issa Daifallah.
- Diversos miembros de las fuerzas de seguridad.
- Diversos oficiales de Jartum.
- Representantes de los medios.
- Seis miembros de la tripulación.

El avión era operado por el experimentado piloto ruso Gennady Semyonov, asistido por el primer oficial sudanés de 43 años Hoshim Akram procedente de Tayikistán y el ingeniero de vuelo de 42 años armenio Armen Virabyan.

## Accidente
El Antonov An-26 despegó desde el Aeropuerto Internacional de Jartum a las 6:02 a. m. hora local del 19 de agosto de 2012. Aproximadamente a las 8 a. m., el avión se estrelló en la Montaña Hajar Al-Nar de la cordillera de montañas Nuba cerca de Talodi, un pequeño pueblo a 595 km (372 millas) al suroeste de Jartum y a 50 km (30 millas) desde la frontera con Sudán del Sur. Un reportaje de televisión dijo que la meteorología había evitado que el avión aterrizara en su primer intento, y en su segundo intento, el avión se estrelló en la montaña.

## Investigación
Una nota oficial de la Dirección de Aviación Civil de Sudán afirmaba que la mala meteorología era la responsable del accidente. La agencia oficial de noticias de Sudán, SUNA, también afirmó que el accidente se había producido «debido a las malas condiciones meteorológicas». El Ministro de Información Ahmed Bilal Osman también añadió que el avión intentaba aterrizar con malas condiciones meteorológicas en Talodi, pero que las fuertes precipitaciones estacionales dejaron a los pilotos con «visibilidad nula», cuando se estrelló en la montaña. The Aviation Herald indicó que las tormentas de arena fueron responsables del accidente.
El emisario de los rebeldes Arnu Ngutulu Lodi denegó que sus fuerzas rebeldes estuviesran implicadas en el accidente, que tuvo lugar a las afueras del territorio rebelde.